# FK Famos SAŠK Napredak
FK Famos SAŠK Napredak is een Bosnische voetbalclub uit Hrsanica bij Sarajevo die in 2011 ontstond als fusie tussen NK SAŠK Napredak en FK Famos.

## Geschiedenis

### SAŠK
De club werd in 1910 opgericht als Sarajevo Amateur Sports Club en was samen met Slavija Sarajevo een van de eerste topclubs uit Bosnië en Herzegovina. SAŠK was er zelfs bij in het eerste competitiejaar in 1923. De titel werd toen nog in knock-outfases beslist. Na Hajduk Split en Jugoslavija Beograd opzij gezet te hebben bekampte de club Gradanski Zagreb in de finale en verloor met 1-1, 2-4 de allereerste landstitel. Het volgende seizoen verloor de club in de halve finale met 6-1 van Hajduk. In 1925 kreeg de club een veeg uit de pan van Gradanski in de eerste ronde (6-0). Ook in 1926 vloog SAŠK er in de eerste ronde uit. Bij het eerste echte competitiejaar in 1927 werd de club 5de op 6 clubs. In 1928 eindigden ze 4de. De volgende 2 seizoenen nam de club niet deel aan de competitie en in 1930/31 werd een laatste optreden gemaakt en eindigden ze 5de op 6de clubs.
Tijdens de Tweede Wereldoorlog speelde de club in de Kroatische oorlogscompetitie. Nadat na de oorlog het communisme het land over had genomen werden alle clubs die aan de Kroatische competitie hadden deelgenomen opgeheven. Net zoals Slavija Sarajevo werd de club heropgericht na de Bosnische onafhankelijkheid, in 1999.

### SAŠK Napredak
Na één seizoen fusioneerde de club met NK Napredak dat in 1994 opgericht werd door de Kroatische bevolkingsgroep. Sinds 2001/02 speelt de club in de 2de klasse en eindigde meestal in de middenmoot. In 2005/06 werd het beste resultaat gehaald, 5de. In het seizoen 2010/11 kwam de club in de financiële problemen en verkocht haar licentie aan FK Famos uit Hrasnica (gemeente Ilidža nabij Sarajevo). Omdat de bond de overname niet toestond fuseerden de clubs voor het seizoen 2011/12 en speelt als FK Famos-SAŠK Napredak. Hierna wordt SAŠK Napredak opgeheven en gaat de club verder als Famos.

### FK Famos
FK Famos werd in 1953 opgericht als FK Radnik en nam op 6 januari 1959 de naam Famos aan. De club speelde bijna haar hele bestaan op het tweede Joegoslavische niveau en daarna op het Bosnische tweede niveau. Het stadion in Hrsanica biedt plaats aan 3.000 toeschouwers.